# Geleb (district)
Pour les articles homonymes, voir Geleb.
 Geleb  est un district de la région d’Anseba de l'Érythrée. La principale ville et capitale de ce district est Geleb. 